# Będkowski
Będkowski (Sternberg Odmienny) – polski herb szlachecki, odmiana herbu Sternberg.

## Opis herbu
W polu błękitnym gwiazda złota.
W klejnocie nad hełmem w koronie trzy róże czerwone o środkach złotych, na łodygach z liśćmi zielonymi.

## Najwcześniejsze wzmianki
List z 1691 roku.

## Herbowni
Będkowski.